# Gamma Cassiopeiae
Gamma Cassiopeiae (γ Cas / 27 Cassiopeiae / HD 5394 / HR 264) és un estel variable a la constel·lació de Cassiopea, situat al centre de la característica "W" que forma la constel·lació. La seva magnitud aparent varia de forma irregular entre +1,6 i +3,40. Així, la seva magnitud era +2,2 el 1937, +3,4 el 1940, +2,7 el 1965 i actualment és +2,15. En la seva intensitat màxima supera en lluentor a Schedar (α Cassiopeiae) i Caph (β Cassiopeiae). És l'arquetip d'un tipus de variables eruptives anomenades variables Gamma Cassiopeiae. Encara que no té nom tradicional occidental, rep el nom xinès de Tsih —també escrit Cih— que significa «fuet».
Gamma Cassiopeiae és un subgegant blau de tipus espectral B0.5IV amb una temperatura de 25.000 K. La seva alta velocitat de rotació, superior a 300 km/s, fa que estigui molt aplatada cap a l'equador. Això provoca una pèrdua de massa que forma un disc de «decreció» al voltant de l'estel. Les variacions de lluentor semblen estar relacionades amb aquesta pèrdua de massa estel·lar. En el seu espectre s'observen línies d'emissió d'hidrogen provinents no de l'estel, sinó del disc que l'envolta. Ja en 1866 es va observar que Gamma Cassiopeiae emetia llum en diferents colors específics associats amb l'hidrogen, sent la primera estrella Be coneguda.
Així mateix, Gamma Cassiopeiae és el prototip d'un grup d'estels emissors de radiació X, unes 10 vegades més intensa que l'emesa per unes altres estrelles B o Be. Històricament s'ha considerat que es produïa per la matèria que, provinent de l'estel, queia cap a la superfície d'un company —una nan blanc o un estel de neutrons. Una altra interpretació més recent suggereix que pot ser produïda pel mateix estel. El seu origen pot deure's a la interacció entre el camp magnètic de l'estel i el disc existent al seu al voltant.
Gamma Cassiopeiae és un binari espectroscòpic amb un període orbital d'uns 204 dies. Es pensa que la massa de l'estel acompanyant és similar a la del Sol. La distància del sistema respecte al Sistema Solar és d'aproximadament 610 anys llum.